# Mileci
Mileci – wieś położona w południowo-wschodniej części Albanii w gminie Mollas. Wieś znajduje się 127 kilometrów od stolicy państwa, Tirany.